# Forget Your Heart
Forget Your Heart è un singolo della band canadese Silverstein, pubblicato il 4 febbraio 2012 come quarto singolo dall'album Rescue. Il cantante Shane Told ha detto di aver scritto l'intro di chitarra di questa canzone circa cinque anni prima dell'album in previsione di una canzone lenta e un po' malinconica, ma di non esser mai riuscito a portarla avanti. In seguito ha deciso di trasformare la canzone, facendola spaziare da un'intro malinconica ad un ritornello super-catchy, giungendo ad un buon risultato. "Mi piace questa canzone perché quando la ascolti ti porta in un sacco di posti diversi". Una versione suonata col piano è stata aggiunta alla versione australiana del disco e scaricabile su iTunes.

## Testo
Il testo sembra parlare di una relazione amorosa, di come il cuore possa portare una persona alla disperazione quando le cose non vanno bene come dovrebbero e di come ci si attacca al ricordo della felicità di un tempo, senza rendersi conto che la vita va avanti e che la cosa più saggia sarebbe cercare di non sprecare la propria vita a rincorrere i fantasmi del passato.

## Video
Il video per il quarto singolo di Rescue è stato diretto da Brooks Reynolds e pubblicato su Vimeo il 4 febbraio 2012. Vede la partecipazione della ballerina Allison Bradbury e di Stacy Edward Pyves della band canadese In Time in qualità di pugile.
Il video è più un video artistico che una storia. Inizia con l'immagine di una statuetta raffigurante una ballerina, che prende fuoco, per poi passare a un'inquadratura della band, che si alternerà per tutto il video alle altre immagini. Successivamente vengono mostrati diversi altri soggetti, come una ballerina che si prepara per un'esibizione allacciandosi le scarpette, una lampadina che si illumina, un'aquila (simbolo del CD stesso e presente sulla copertina dell'album), un teschio che viene mandato in frantumi e due ragazze che avvicinano le proprie teste per baciarsi. In seguito, con la canzone che arriva alla strofa vera e propria, iniziano a muoversi i personaggi: la ballerina comincia il suo balletto, l'aquila prende il volo, due pugili (riferimento alla seconda strofa) incominciano a battersi e le due ragazze arrivano a baciarsi (con sullo sfondo un fuoco -tema ricorrente nel video in quanto anche la ballerina porta in mano due oggetti che emanano scintille- che divampa, simbolo di passione). Verso la fine del ritornello, sono inquadrate alcune lampadine accese disposte in modo da formare un cuore, altro richiamo al fuoco, così come il libro che brucia più avanti nel video, in corrispondenza con la frase cantata da Told I've gotta burn the book and turn the page (devo bruciare il libro e voltare pagina). Ultimi ad apparire nel video sono una ragazza che regge un ombrello ed un uomo che pianta a terra una bandiera nera. Il video si chiude con una rapida inquadratura di ogni elemento finora rappresentato, e l'immagine finale (ed iniziale) della statuetta in fiamme che cede e cade, che va a chiudere il cerchio del video.

## Formazione
- Shane Told - voce
- Josh Bradford - chitarra ritmica
- Neil Boshart - chitarra
- Paul Koehler - batteria
- Billy Hamilton - basso